# بونيرة صغيرة مظنونة
البونيرة الصغيرة المظنونة (الاسم العلمي:Parvaponera suspecta) هي جنس من الحشرات تتبع الفصيلة النمليات من رتبة غشائيات الأجنحة.